# 韦尔讷伊苏库西
韦尔讷伊苏库西（法語：Verneuil-sous-Coucy，法語發音：[vɛʁnœj su kusi]）是法国上法蘭西大區埃纳省的一个市镇，属于拉昂区。

## 地理
韦尔讷伊苏库西（49°32'29"N, 3°18'49"E）面积4.58 平方千米，位于法国上法蘭西大區埃纳省，该省份为法国北部内陆省份，北起北部省，西接索姆省和瓦兹省，东临阿登省和马恩省，西南至塞纳-马恩省，东北部与比利时接壤。
与韦尔讷伊苏库西接壤的市镇（或旧市镇、城区）包括：巴里西、库西堡-欧夫里克、库西城、福朗布赖、弗雷讷苏库西。

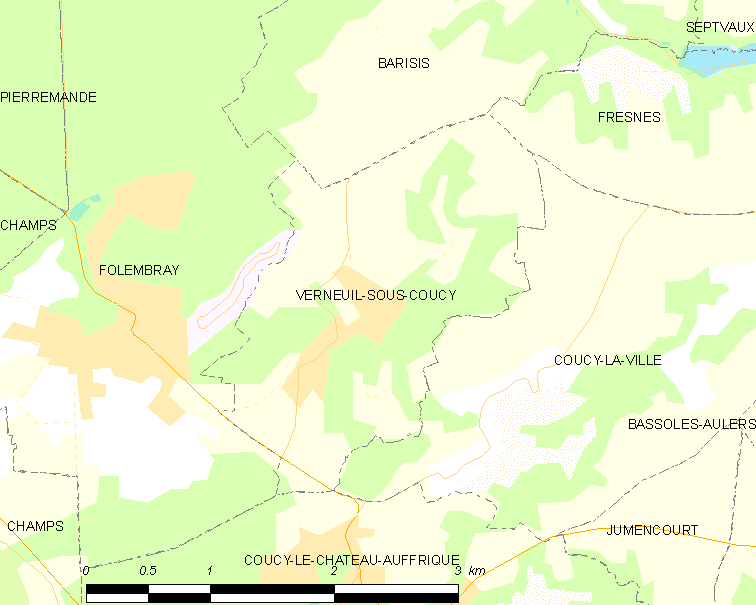
韦尔讷伊苏库西的OSM定位图

韦尔讷伊苏库西的时区为UTC+01:00、UTC+02:00（夏令时）。

## 行政
韦尔讷伊苏库西的邮政编码为02380，INSEE市镇编码为02786。

## 政治
韦尔讷伊苏库西所属的省级选区为埃纳河畔维克县。

## 人口

1962-2008年间韦尔讷伊苏库西人口变化图示

韦尔讷伊苏库西于2022年1月1日时的人口数量为136人。